# Un monde absent
Pour plus de détails, voir Fiche technique et Distribution.
Un monde absent est un film documentaire belge réalisé par Ronnie Ramirez, sorti en 2004.

## Synopsis
Au bout du monde, en Patagonie, se trouve la petite ville de Puerto Aysén (sud du Chili). Dans cette région où la nature a été longtemps protégée, des investisseurs étrangers ouvrent des chantiers pour un nouvel Eldorado industriel, l'élevage à grande échelle du saumon et l'implantation prochaine d'une immense usine d'aluminium.
Partagés entre la résignation et la lutte, les Patagons nous livrent leurs visions.
La Patagonie a longtemps été synonyme de voyage, d'aventure et d'exotisme. Mais le Patagon tel qu'on le connaît encore aujourd'hui, le berger solitaire, le pêcheur sur sa barque en bois, est condamné à disparaître. Les champs de culture sont désertés, le Patagon devient un ouvrier et adopte un mode de vie qui s'exporte maintenant partout dans le monde. L'industrialisation et la présence des investisseurs étrangers au coin le plus reculé de la planète indiquent que la Patagonie est en danger.
Un monde absent est un film sur la mondialisation et les conséquences de sa libéralisation commerciale, qui prend en otage ceux qu'elle prétend libérer du sous-développement.

## Fiche technique
- Titre : Un monde absent
- Réalisation :	Ronnie Ramirez
- Scénario : Ronnie Ramirez
- Musique : Ivan Georgiev
- Photographie :
- Montage : Michèle Maquet
- Production : Cyril Bibas et Diana Elbaum
- Société de production :
- Pays d'origine :  Belgique,  Chili
- Genre : Documentaire
- Durée : 56 minutes
- Dates de sortie : 
  -  Belgique : 2004